# Nutatie (natuurkunde)
Nutatie is de beweging van de primaire omwentelingsas van een ronddraaiend voorwerp, die optreedt indien het massamiddelpunt van het voorwerp niet op die primaire omwentelingsas ligt. De oorzaak hiervan kan zijn dat de samenstelling van het voorwerp niet homogeen is of dat de vorm van het voorwerp ten opzichte van de omwentelingsas asymmetrisch is.
Deze beweging lijkt op de beweging van de precessie, maar daarbij is de oorzaak een externe kracht. Evenals bij de precessie wiebelt de omwentelingsas van een voorwerp bij nutatie niet willekeurig, maar draait die as over een kegel.
Planeten, de aarde inbegrepen, vertonen vaak een zekere nutatie. Andere bewegingen van de aardas ten opzichte van de precessiekegel worden in de praktijk, maar ten onrechte, ook nutatie genoemd.

## Aarde
De nutatie van de aardas werd in 1748 door James Bradley ontdekt. De nutatiekegelhoek bedraagt hooguit 10 boogseconden. De belangrijkste schommeling heeft een periode van 18,6 jaar, maar er zijn ook kleinere schommelingen met veel kortere periodes, sommigen zelfs van maar enkele dagen.
De Milanković-parameters (excentriciteit, obliquiteit en precessie) zijn drie astronomische grootheden die een invloed hebben op de beweging van de aarde en die periodieke veranderingen vertonen. Hoewel dat met de nutatie ook zo is, is de nutatie geen astronomische grootheid, maar alleen een afwijking in de vorm of samenstelling van een hemellichaam. De nutatie is dus geen Milanković-parameter.